# Teinobasis obtusilingua
Teinobasis obtusilingua là một loài chuồn chuồn kim trong họ Coenagrionidae.
Teinobasis obtusilingua được Lieftinck miêu tả khoa học năm 1987.